# Центр інформаційного протиборства (РФ)
Центр інформаційного протиборства (рос. Центры информационного противоборства) — управління у структурі окупаційних військ РФ в Україні, створене керівництвом Генштабу РФ для підвищення ефективності ведення інформаційної війни проти України. Центр підпорядковується Центру територіальних військ Південного військового округу РФ.

## Історія
За даними Головного управління розвідки Міністерства оборони України, особовий склад «Центру інформаційного протиборства» підозрюється у скоєнні військових злочинів на тимчасово окупованих територіях Східної України. Його безпосередні керівники:
- Начальник центру полковник Карпов Костянтин Леонідович
- Заступник начальника Центру підполковник Івкін Сергій Миколайович (рос. Ивкин Сергей Николаевич).

У вересні 2016 року ГУР МОУ опублікувало повідомлення, що «Центр інформаційного протиборства» заблокував на тимчасово окупованих територіях сходу України 32 українські телевізійні канали цифрового сегменту телебачення і замінив їх на 37 російських, а також нарощує можливості по придушенню мовлення українських телеканалів і в аналоговому сегменті.

## Основні напрями діяльності
За даними ГУР МОУ:
- дискредитація політичного керівництва та командування Збройних Сил України, провокування недовіри до них;
- формування думки про поширення в Україні расизму та міжнаціональної нетерпимості;
- переконання міжнародної спільноти у систематичних порушеннях українською владою режиму припинення вогню та приховане нарощування ЗС України сил та засобів вздовж лінії розмежування з метою відновлення активних бойових дій;
- створення негативного іміджу сил АТО шляхом звинувачення українських військовослужбовців у скоєнні злочинів та протиправних дій, зокрема стосовно цивільного населення;
- деморалізація українських військовослужбовців;
- формування антиукраїнських настроїв у населення тимчасово окупованих територій України.

## Структура

### Відділ інформаційної ізоляції району бойових дій
Забезпечує тотальне домінування російських мас-медіа в інформаційному просторі тимчасово окупованих територій України:
- начальник відділу полковник Федченко Сергій Миколайович (рос. Федченко Сергей Николаевич);
- заступник начальника відділу підполковник Регіда В’ячеслав Миколайович (рос. Регида Вячеслав Николаевич);

1 відділення
- начальник 1 відділення підполковник Ямалов Аліс Валерійович (рос. Ямалов Алис Валерьевич);
- старший офіцер відділення капітан Нечитайлов Віктор Сергійович (рос. Нечитайлов Виктор Сергеевич);
- офіцер відділення лейтенант Хорольський Артем Олександрович (рос. Хорольский Артём Александрович);

2 відділення
- начальник 2 відділення майор Шубін Євгеній Олексійович (рос. Шубин Евгений Алексеевич);
- старший офіцер відділення майор Зверев Максим Юрійович (рос. Зверев Максим Юрьевич);
- офіцер відділення лейтенант Григоращенко Андрій Андронікович (рос. Григоращенко Андрей Андроникович);

3 відділення
- начальник 3 відділення підполковник Мусієнко Олександр Валерійович (рос. Мусиенко Александр Валерьевич);
- старший офіцер 3 відділення (створення інформаційних ресурсів) відділу капітан Мандаровський Олександр Олексійович (рос. Мандаровский Александр Алексеевич);
- офіцер відділення старший лейтенант Бедрик Сергій Сергійович (рос. Бедрик Сергей Сергеевич).

### Відділ дезінформації і контрпропаганди
Здійснює дискредитацію політичного керівництва та командування Збройних Сил України:
- начальник відділу полковник Пузинін Роман Валерійович (рос. Пузинин Роман Валерьевич);
- заступник начальника відділу підполковник Чуйкін Андрій Вікторович (рос. Чуйкин Андрей Викторович);

1 відділення
- начальник 1 відділення підполковник Шіяпов Сергій Миколайович (рос. Шияпов Сергей Николаевич);
- старший офіцер відділення майор Шубін Ілля Володимирович (рос. Шубин Илья Владимирович);
- офіцер відділення капітан Даниленко Максим Сергійович (рос. Даниленко Максим Сергеевич);

2 відділення
- начальник 2 відділення підполковник Корнієнко Євгеній Віталійович (рос. Корниенко Евгений Витальевич);
- старший офіцер відділення капітан Шевченко Сергій Олександрович (рос. Шевченко Сергей Александрович);
- офіцер старший лейтенант Борзенко Максим Володимирович (рос. Борзенко Максим Владимирович);

3 відділення
- начальник 3 відділення підполковник Запасний Роман Анатольович (рос. Запасный Роман Анатольевич);
- старший офіцер відділення майор Рахмангулов Рінат Рафкатович (рос. Рахмангулов Ринат Рафатович);
- офіцер відділення старший лейтенант Колтун Юрій Сергійович (рос. Колтун Юрий Сергеевич).

### Відділ військово-цивільної взаємодії
Створює негативний імідж сил АТО шляхом звинувачення українських військовослужбовців у скоєнні злочинів та протиправних дій стосовно цивільного населення:
- начальник відділу полковник Рожко Євгеній Миколайович (рос. Рожко Евгений Николаевич);
- заступник начальника відділу підполковник Літвінов Дмитро Олександрович (рос. Литвинов Дмитрий Александрович);

1 відділення
- начальник 1 відділення підполковник Маліцький Максим Олександрович (рос. Малицкий Максим Александрович);
- старший офіцер відділення капітан Левінсон Дмитро Олександрович (рос. Левинсон Дмитрий Александрович);
- офіцер відділення старший лейтенант Лаптев Федір Володимирович (рос. Лаптев Федор Владимирович);

2 відділення
- начальник 2 відділення підполковник Зайцев Костянтин Святославович Зайцев (рос. Константин Святославович);
- старший офіцер відділення майор Казаков Андрій Юрійович (рос. Казаков Андрей Юрьевич);
- офіцер відділення лейтенант Разоренов Дмитро Сергійович (рос. Разоренов Дмитрий Сергеевич);

3 відділення
- Начальник 3 відділення підполковник Ліпілін Анатолій Валерійович (рос. Липилин Анатолий Валерьевич);
- старший офіцер відділення майор Федін Дмитро Володимирович (рос. Федин Дмитрий Владимирович);
- офіцер відділення лейтенант Гуров Олександр Анатольович (рос. Гуров Александр Анатольевич).

## Матеріали
- Військовий злочинець, полковник ЗС РФ КАРПОВ Костянтин Леонідович. gur.gov.ua. ГУР МОУ. Архів оригіналу за 24 липня 2017. Процитовано 24 липня 2017.